# Маженциці (Лодзинське воєводство)
Маженциці (пол. Marzęcice) — село в Польщі, у гміні Стшельці-Великі Паєнчанського повіту Лодзинського воєводства.
Населення — 304 особи (2011).
У 1975-1998 роках село належало до Ченстоховського воєводства.

## Демографія
Демографічна структура станом на 31 березня 2011 року:
|          | Загалом | Допрацездатний вік | Працездатний вік | Постпрацездатний вік |
| -------- | ------- | ------------------ | ---------------- | -------------------- |
| Чоловіки | 160     | 31                 | 112              | 17                   |
| Жінки    | 144     | 29                 | 80               | 35                   |
| Разом    | 304     | 60                 | 192              | 52                   |